# Општина Ајала (Морелос)
Ајала (шп. Ayala) општина је у Мексику у савезној држави Морелос. Општина се налази на надморској висини од 1218 м.

## Становништво
Према подацима из 2010. у општини је живело 78866 становника.

### Хронологија
| Година       | 2000                  | 2005                  | 2010                  |
| ------------ | --------------------- | --------------------- | --------------------- |
| Становништво | 69381 (33677 / 35704) | 70023 (33428 / 36595) | 78866 (38186 / 40680) |

### Попис
| \| \| м \| \| \| ж \| \| 0—2 \| 2.318 \| \| \| 2.238 \| \| 3—5 \| 2.482 \| \| \| 2.358 \| \| 6—11 \| 4.961 \| \| \| 4.947 \| \| 12—14 \| 2.437 \| \| \| 2.293 \| \| 15—17 \| 2.646 \| \| \| 2.519 \| \| 18—24 \| 4.575 \| \| \| 5.133 \| \| 60+ \| 3.678 \| \| \| 3.895 \| \| Просек : \| 28,3 \| \| \| 29,3 \| |       |  |  |       |
| |       |  |  |       |
| | м     |  |  | ж     |
| 0—2 | 2.318 |  |  | 2.238 |
| 3—5 | 2.482 |  |  | 2.358 |
| 6—11 | 4.961 |  |  | 4.947 |
| 12—14 | 2.437 |  |  | 2.293 |
| 15—17 | 2.646 |  |  | 2.519 |
| 18—24 | 4.575 |  |  | 5.133 |
| 60+ | 3.678 |  |  | 3.895 |
| Просек : | 28,3  |  |  | 29,3  |

| #   | Индикатор                                                                                        | Вредност |
| --- | ------------------------------------------------------------------------------------------------ | -------- |
| 1   | Становништво од 0 до 2 године                                                                    | 4556     |
| 2   | Мушко становништво од 0 до 2 године                                                              | 2318     |
| 3   | Женско становништво од 0 до 2 године                                                             | 2238     |
| 4   | Становништво са 3 и више година                                                                  | 73973    |
| 5   | Мушко становништво са 3 и више година                                                            | 35688    |
| 6   | Женско становништво са 3 и више година                                                           | 38285    |
| 7   | Становништво са 5 и више година                                                                  | 70790    |
| 8   | Мушко становништво са 5 и више година                                                            | 34039    |
| 9   | Женско становништво са 5 и више година                                                           | 36751    |
| 10  | Становништво са 12 и више година                                                                 | 59225    |
| 11  | Мушко становништво са 12 и више година                                                           | 28245    |
| 12  | Женско становништво са 12 и више година                                                          | 30980    |
| 13  | Становништво са 15 и више година                                                                 | 54495    |
| 14  | Мушко становништво са 15 и више година                                                           | 25808    |
| 15  | Женско становништво са 15 и више година                                                          | 28687    |
| 16  | Становништво са 18 и више година                                                                 | 49330    |
| 17  | Мушко становништво са 18 и више година                                                           | 23162    |
| 18  | Женско становништво са 18 и више година                                                          | 26168    |
| 19  | Становништво од 3 до 5 година                                                                    | 4840     |
| 20  | Мушко становништво од 3 до 5 година                                                              | 2482     |
| 21  | Женско становништво од 3 до 5 година                                                             | 2358     |
| 22  | Становништво од 6 до 11 година                                                                   | 9908     |
| 23  | Мушко становништво од 6 до 11 година                                                             | 4961     |
| 24  | Женско становништво од 6 до 11 година                                                            | 4947     |
| 25  | Становништво од 8 до 14 година                                                                   | 11418    |
| 26  | Мушко становништво од 8 до 14 година                                                             | 5815     |
| 27  | Женско становништво од 8 до 14 година                                                            | 5603     |
| 28  | Становништво од 12 до 14 година                                                                  | 4730     |
| 29  | Мушко становништво од 12 до 14 година                                                            | 2437     |
| 30  | Женско становништво од 12 до 14 година                                                           | 2293     |
| 31  | Становништво од 15 до 17 година                                                                  | 5165     |
| 32  | Мушко становништво од 15 до 17 година                                                            | 2646     |
| 33  | Женско становништво од 15 до 17 година                                                           | 2519     |
| 34  | Становништво од 18 до 24 године                                                                  | 9708     |
| 35  | Мушко становништво од 18 до 24 године                                                            | 4575     |
| 36  | Женско становништво од 18 до 24 године                                                           | 5133     |
| 37  | Женско становништво од 15 до 49 година                                                           | 21307    |
| 38  | Становништво са 60 и више година                                                                 | 7573     |
| 39  | Мушко становништво са 60 и више година                                                           | 3678     |
| 40  | Женско становништво са 60 и више година                                                          | 3895     |
| 41  | Однос између мушкараца и жена                                                                    | 93.87    |
| 42  | Становништво од нуле до 14 година                                                                | 24034    |
| 43  | Становништво од 15 до 64 године                                                                  | 49107    |
| 44  | Становништво од 65 година и више                                                                 | 5388     |
| 45  | Просечан број деце                                                                               | 2.55     |
| 46  | Становништво рођено у ентитету                                                                   | 60613    |
| 47  | Мушко становништво рођено у ентитету                                                             | 29510    |
| 48  | Женско становништво рођено у ентитету                                                            | 31103    |
| 49  | Становништво рођено у другом ентитету                                                            | 17124    |
| 50  | Мушко становништво рођено у другом ентитету                                                      | 8117     |
| 51  | Женско становништво рођено у другом ентитету                                                     | 9007     |
| 52  | Становништво од 5 година и више резидентно у ентитету у јуну 2005. године                        | 65757    |
| 53  | Мушко становништво старосног доба од 5 година и више, резидентно у ентитету у јуну 2005. године  | 31131    |
| 54  | Женско становништво старосног доба од 5 и више година, резидентно у ентитету у јуну 2005. године | 34626    |
| 55  | Становништво од 5 година и више које је живело у другом ентитету у јуну 2005. године             | 3124     |
| 56  | Мушко становништво старије од 5 година које је живело у другом ентитету у јуну 2005. године      | 1644     |
| 57  | Женско становништво старије од 5 година које је живело у другом ентитету у јуну 2005. године     | 1480     |
| 58  | Становништво од 3 године и више које говори аутохтони језик                                      | 2677     |
| 59  | Мушко становништво старо 3 године и више које говори аутохтони језик                             | 1304     |
| 60  | Женско становништво старо 3 године и више које говори аутохтони језик                            | 1373     |
| 61  | Становништво од 3 године и више које говори аутохтони језик и не говори шпански језик            | 149      |
| 62  | Мушко становништво старо 3 године и више које говори аутохтони језик и не говори шпански         | 53       |
| 63  | Женско становништво старо 3 године и више које говори аутохтони језик и не говори шпански језик  | 96       |
| 64  | Становништво старо 3 године и више које говори аутохтони језик и шпански                         | 2262     |
| 65  | Мушко становништво старо 3 године и више које говори аутохтони језик и шпански                   | 1114     |
| 66  | Женско становништво старо 3 године и више које говори аутохтони језик и шпански                  | 1148     |
| 67  | Становништво од 5 година и више које говори аутохтони језик                                      | 2589     |
| 68  | Становништво од 5 година и више које говори аутохтони језик и не говори шпански језик            | 127      |
| 69  | Становништво од 5 година и више које говори аутохтони језик и говори шпански језик               | 2202     |
| 70  | Становништво у домородачким домаћинствима                                                        | 4933     |
| 71  | Становништво са ограничењима у активностима                                                      | 4058     |
| 72  | Становништво са ограниченим ходањем или кретањем, горе или доле                                  | 2379     |
| 73  | Становници са ограничењима вида, чак и уз кориштење сочива                                       | 1066     |
| 74  | Становништво са ограничењима говора, комуникације или конверзације                               | 368      |
| 75  | Становништво са ограниченим слухом                                                               | 457      |
| 76  | Становништво са ограничењима при одевању, купању или јелу                                        | 186      |
| 77  | Становништво са ограничењима у опажању или учењу једноставних ствари                             | 245      |
| 78  | Становништво са менталним ограничењима                                                           | 528      |
| 79  | Становништво без ограничења активности                                                           | 73777    |
| 80  | Становништво од 3 до 5 година које не похађа школу                                               | 2678     |
| 81  | Мушко становништво од 3 до 5 година које не похађа школу                                         | 1393     |
| 82  | Женско становништво од 3 до 5 година које не похађа школу                                        | 1285     |
| 83  | Становништво од 6 до 11 година које не похађа школу                                              | 603      |
| 84  | Мушко становништво од 6 до 11 година које не похађа школу                                        | 316      |
| 85  | Женско становништво од 6 до 11 година које не похађа школу                                       | 287      |
| 86  | Становништво од 12 до 14 година које не похађа школу                                             | 573      |
| 87  | Мушко становништво од 12 до 14 година које не похађа школу                                       | 321      |
| 88  | Женско становништво од 12 до 14 година које не похађа школу                                      | 252      |
| 89  | Становништво од 15 до 17 година похађа школу                                                     | 3110     |
| 90  | Мушко становништво од 15 до 17 година похађа школу                                               | 1495     |
| 91  | Женско становништво између 15 и 17 година живота у школи                                         | 1615     |
| 92  | Становништво од 18 до 24 године похађа школу                                                     | 2151     |
| 93  | Мушко становништво од 18 до 24 године похађа школу                                               | 1018     |
| 94  | Женско становништво од 18 до 24 године похађа школу                                              | 1133     |
| 95  | Становништво од 8 до 14 година које не може да чита и пише                                       | 535      |
| 96  | Мушко становништво старосног доба од 8 до 14 година које не може да чита и пише                  | 320      |
| 97  | Женско становништво старосног доби од 8 до 14 година које не може да чита и пише                 | 215      |
| 98  | Становништво од 15 година и више које је неписмено                                               | 5645     |
| 99  | Мушко становништво од 15 година и више које је неписмено                                         | 2300     |
| 100 | Женско становништво од 15 година и више које је неписмено                                        | 3345     |
| 101 | Становништво старо 15 и више година без школовања                                                | 6415     |
| 102 | Мушко становништво старо 15 и више година без школовања                                          | 2872     |
| 103 | Женско становништво старо 15 и више година без школовања                                         | 3543     |
| 104 | Становништво старосног доба 15 и више година са непотпуним основним образовањем                  | 7475     |
| 105 | Мушко становништво старосног доба од 15 година и више са непотпуном основним образовањем         | 3707     |
| 106 | Женско становништво старосног доба 15 и више година са непотпуном основним образовањем           | 3768     |
| 107 | Становништво старо 15 и више година са комплетним основним образовањем                           | 8378     |
| 108 | Мушко становништво старо 15 година и више са комплетним основним образовањем                     | 4058     |
| 109 | Женско становништво старо 15 и више година са комплетним основним образовањем                    | 4320     |
| 110 | Становништво старосног доба 15 и више година са непотпуним средњим образовањем                   | 2675     |
| 111 | Мушко становништво старосног доба од 15 година и више са непотпуним средњим образовањем          | 1484     |
| 112 | Женско становништво старосног доба од 15 година и више са непотпуним средњим образовањем         | 1191     |
| 113 | Становништво старо 15 и више година са пуним секундарном образовањем                             | 14773    |
| 114 | Мушко становништво старосног доба од 15 година и више са пуним секундарном образовањем           | 7027     |
| 115 | Женско становништво старосног доба од 15 година и више са пуним секундарном образовањем          | 7746     |
| 116 | Становништво старије од 18 година са постосновним образовањем                                    | 13150    |
| 117 | Мушко становништво старије од 18 година са постосновним образовањем                              | 5978     |
| 118 | Женско становништво старије од 18 година са постосновним образовањем                             | 7172     |
| 119 | Просечна оцена школовања                                                                         | 7.62     |
| 120 | Просечан ниво образовања мушке популације                                                        | 7.59     |
| 121 | Просечан ниво образовања женског становништва                                                    | 7.64     |
| 122 | Економски активно становништво                                                                   | 29687    |
| 123 | Економски активна мушка популација                                                               | 20263    |
| 124 | Економски активна женска популација                                                              | 9424     |
| 125 | Становништво које није економски активно                                                         | 29051    |
| 126 | Мушко становништво које није економски активно                                                   | 7611     |
| 127 | Женско становништво које није економски активно                                                  | 21440    |
| 128 | Запослено становништво                                                                           | 28072    |
| 129 | Запослено мушко становништво                                                                     | 18935    |
| 130 | Запослено женско становништво                                                                    | 9137     |
| 131 | Незапослена популација                                                                           | 1615     |
| 132 | Незапослена мушка популација                                                                     | 1328     |
| 133 | Незапослена женска популација                                                                    | 287      |
| 134 | Становништво без права на здравствене услуге                                                     | 23819    |
| 135 | Становништво које има право на здравствене услуге                                                | 54396    |
| 136 | Становништво које има право на ИМСС                                                              | 14102    |
| 137 | Становништво које има право на социјално осигурање                                               | 6219     |
| 138 | Становништво које има право на државно социјално осигурање                                       | 88       |
| 139 | Становништво које има право на опште осигурање или здравствено осигурање за нову генерацију      | 32899    |
| 140 | Становништво које је било једном или није било у браку током 12 година и више                    | 20019    |
| 141 | Венчано или уједињено становништво од 12 година и више                                           | 32739    |
| 142 | Становништво које је било у браку или уједињено 12 година и више                                 | 6372     |
| 143 | Становништво са католичком религијом                                                             | 59023    |
| 144 | Протестанти, еванђелисти и библијски следбеници различити од еванђелиста                         | 12498    |
| 145 | Становништво са другим религијама различитим од претходних                                       | 114      |
| 146 | Становништво без религије                                                                        | 5677     |
| 147 | Укупно пописаних домаћинства                                                                     | 20226    |
| 148 | Пописна домаћинства на челу са мушкарцима                                                        | 14538    |
| 149 | Пописна домаћинства на челу са женама                                                            | 5688     |
| 150 | Становништво у пописним домаћинствима                                                            | 78070    |
| 151 | Становништво у пописним домаћинствима на челу са мушкарцима                                      | 58612    |
| 152 | Становништво у пописним домаћинствима на челу са женама                                          | 19458    |
| 153 | Укупно домаћинстава                                                                              | 31117    |
| 154 | Укупно насељених домаћинстава                                                                    | 20318    |
| 155 | Укупно приватних кућа                                                                            | 31025    |
| 156 | Насељени приватни домови                                                                         | 20226    |
| 157 | Укупно насељених приватних кућа                                                                  | 20314    |
| 158 | Ненасељене приватне куће                                                                         | 7376     |
| 159 | Појединачна домаћинства за привремену употребу                                                   | 3423     |
| 160 | Становници у насељеним приватним кућама                                                          | 78070    |
| 161 | Насељеност станара у приватним становима                                                         | 3.86     |
| 162 | Просечно становника по соби у приватним насељеним домаћинствима                                  | 1.15     |
| 163 | Појединачна домаћинства са подовима од различитих материјала од земље                            | 18000    |
| 164 | Појединачна домаћинства у приземљу                                                               | 2129     |
| 165 | Појединачна домаћинства са једном спаваћом собом                                                 | 8441     |
| 166 | Појединачна домаћинства са две спаваће собе и више                                               | 11700    |
| 167 | Појединачна домаћинства са једним собом                                                          | 1904     |
| 168 | Појединачна домаћинства са две собе                                                              | 4694     |
| 169 | Појединачна домаћинства са 3 собе и више                                                         | 13516    |
| 170 | Појединачна домаћинства која имају електрично светло                                             | 19877    |
| 171 | Појединачна домаћинства која немају електрично светло                                            | 269      |
| 172 | Појединачна домаћинства која имају водоводну воду у стамбеном простору                           | 17415    |
| 173 | Појединачна домаћинства која немају водоводну воду у стамбеном простору                          | 2676     |
| 174 | Појединачна домаћинства која имају тоалет                                                        | 19043    |
| 175 | Појединачна домаћинства која имају канализацију                                                  | 18687    |
| 176 | Појединачна домаћинства која немају канализацију                                                 | 1394     |
| 177 | Појединачна домаћинства која имају електрично светло, довод воде из јавне мреже и канализацију   | 16354    |
| 178 | Појединачна домаћинства без икаквих услова                                                       | 401      |
| 179 | Појединачна домаћинства која имају радио                                                         | 15641    |
| 180 | Појединачна домаћинства која имају телевизор                                                     | 19035    |
| 181 | Појединачна домаћинства која имају фрижидер                                                      | 16444    |
| 182 | Појединачна домаћинства која имају машину за веш                                                 | 11877    |
| 183 | Појединачна домаћинства која имају аутомобил или комби                                           | 6537     |
| 184 | Појединачна домаћинства која имају рачунар                                                       | 3792     |
| 185 | Појединачна домаћинства која имају фиксну телефонску линију                                      | 9214     |
| 186 | Појединачна домаћинства која имају мобилни телефон                                               | 11198    |
| 187 | Појединачна домаћинства која имају приступ интернету                                             | 2562     |